# Thelaira
Genre
Thelaira est un genre d'insectes diptères du sous-ordre des Brachycera (les Brachycera sont des mouches muscoïdes aux antennes courtes) et de la famille des Tachinidae.

## Espèces rencontrées en Europe
- Thelaira leucozona (Panzer, 1809)
- Thelaira nigripes (Fabricius, 1794)
- Thelaira solivaga (Harris, 1780)